# KV55
KV 55 est un tombeau situé dans la vallée des Rois, dans la nécropole thébaine sur la rive ouest du Nil face à Louxor en Égypte. Il est découvert en 1907 par Edward Russell Ayrton, qui commence immédiatement les premières fouilles. Il faut attendre 1992-1993 pour que les fouilles reprennent avec Lyla Pinch Brock.

## La tombe

Plan de KV 55
A - Entrée
B - Corridor
J - Chambre funéraire
Ja - Chambre annexe

Le tombeau se compose d'une entrée suivie d'un couloir simple menant directement dans la chambre funéraire avec sa chambre latérale. La tombe s'étend sur une longueur totale de 27,60 m.
Un ostracon peint, avec ce qui peut faire partie du plan original du tombeau, a été trouvé dans KV 55 en 1993 quand le tombeau est dégagé par Lyla Pinch Brock. Il donne des indications sur l'élargissement de l'entrée, que l'on peut remarquer par les traces de la maçonnerie sur le mur près de l'entrée du tombeau. Ces marques indiquent que l'entrée, les escaliers, le plafond ont été agrandis et le nombre de marches augmenté. Les murs et le plafond dans la chambre funéraire ont été plâtrés mais laissés sans décoration.
Ce tombeau est probablement un des plus énigmatiques jamais découvert en Égypte. Il semble qu'il servit aussi de cachette pour des restes d'équipement funéraire de la nécropole royale d'Amarna. Il contient les restes de l'équipement funéraire de la reine Tiyi (épouse d'Amenhotep III), d'Akhenaton, et d'autres membres de la famille royale de la XVIIIe dynastie. On y a trouvé des restes d'une chapelle en bois doré appartenant à la reine Tiyi, un cercueil, à l'origine fait pour Smenkhkarê ou Ânkh-Khéperourê, admirablement construit et incrusté d'or et de pierres précieuses, qui contenait la momie.
Dans le tombeau ont été trouvés également quatre vases canopes, divers petits objets façonnés, principalement avec les noms d'Amenhotep III et de Tiyi, mais aussi ceux de Kiya (l'épouse d'Akhenaton), Akhenaton lui-même et Satamon (l'épouse d'Amenhotep III). Malheureusement, tous ces éléments ont subi des destructions dues aux inondations.

## La momie
Tous les indices pouvant indiquer son propriétaire se reportent à un roi dont le nom a été volontairement effacé. Les inscriptions sur le cercueil sont parfois inscrites au féminin et la momie, très endommagée, n'a pu être identifiée du fait de son état (seul le squelette a été conservé), et ce jusqu'en février 2010 où des analyses ADN ont pu prouver qu'il s'agissait bien des restes du pharaon Akhenaton.
Le squelette appartient en effet à un très proche parent masculin de Toutânkhamon, qui mourut vers l'âge de soixante ans. La similitude très étroite du crâne avec celui du célèbre pharaon mort à l'âge de 19 ans, le même groupe sanguin (A2MN) et un ADN apparenté, indiquent  qu'ils étaient bien parents. Depuis longtemps, certains égyptologues, tels Reeves et Dodson, supposaient que cette momie appartenait bien à Amenhotep IV/Akhenaton.

## Photos

Objets découverts dans la tombe KV 55
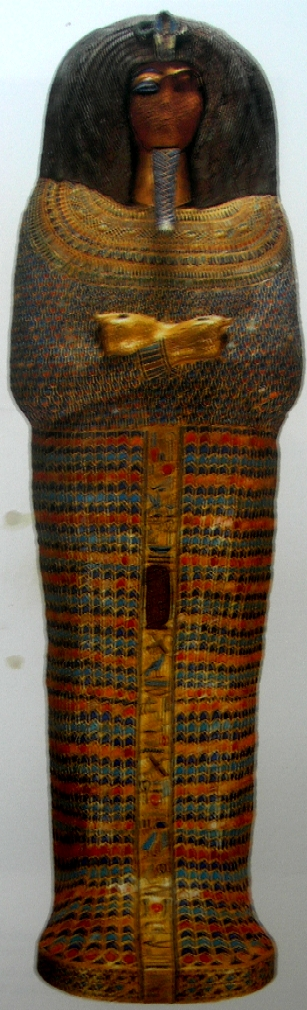
Couvercle du sarcophage royal
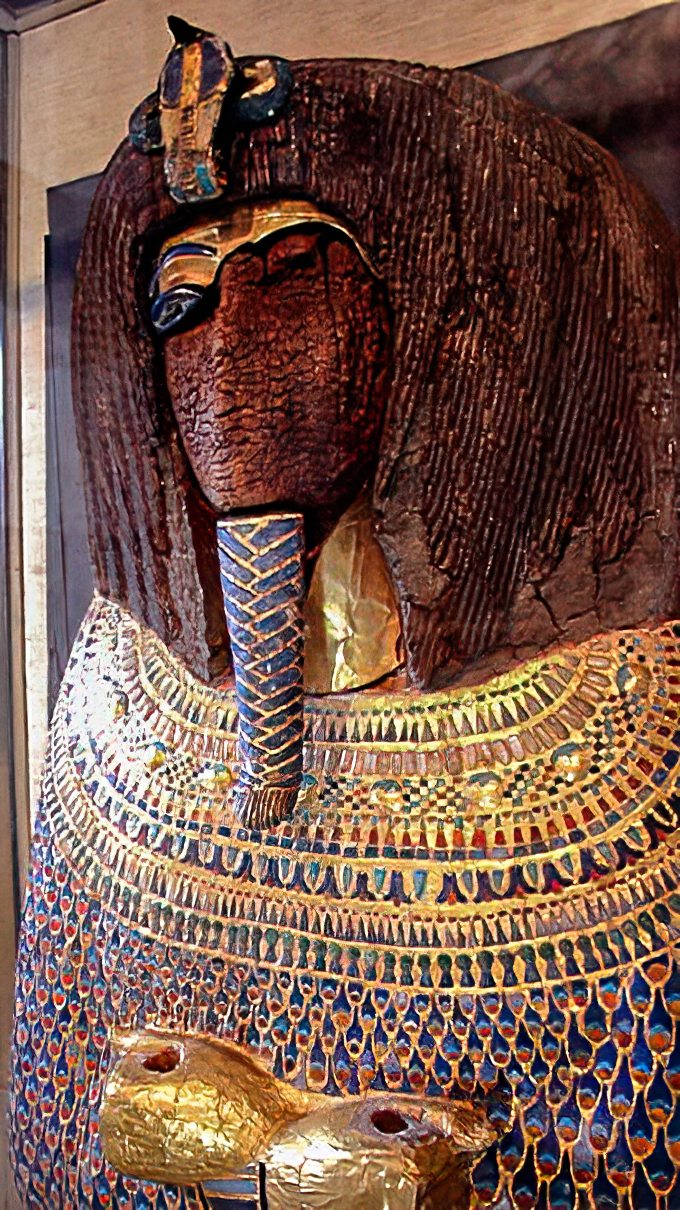
Détail du visage mutilé du couvercle du sarcophage royal
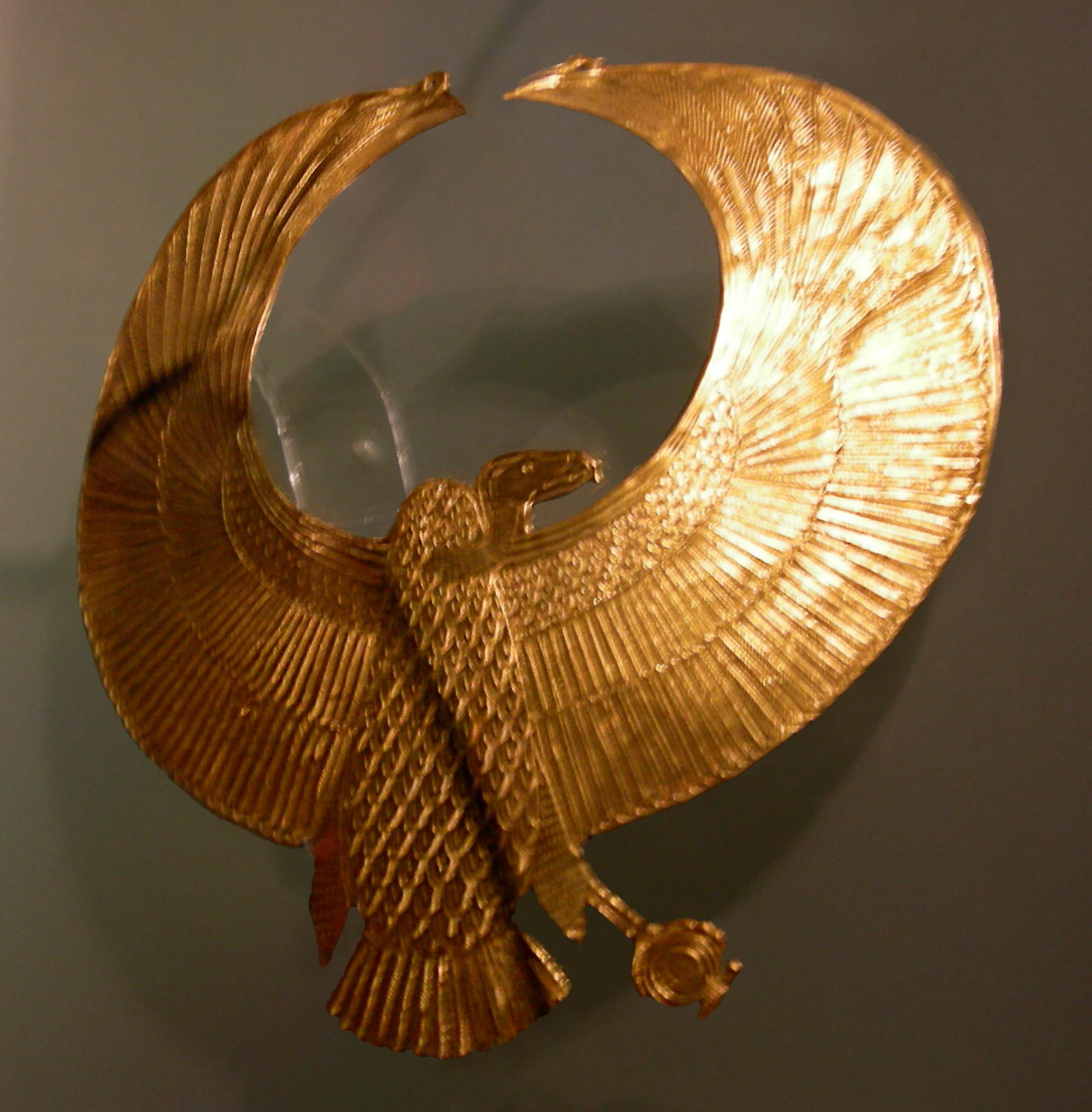
Gorgerin en or représentant la déesse Nekhbet trouvé sur les restes de la momie
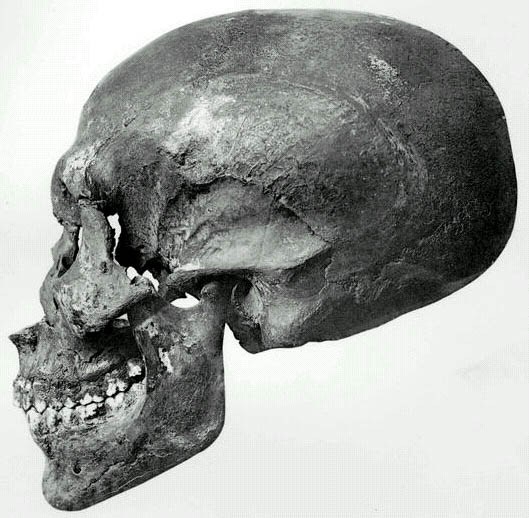
Crâne du pharaon Akhenaton, attesté par analyses ADN.
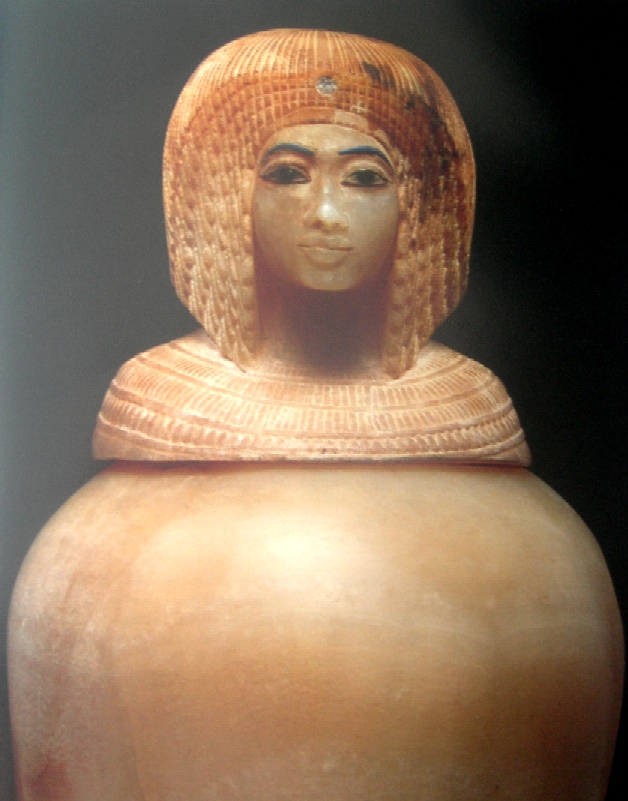
Vase canope au nom de Kiya - Musée égyptien du Caire
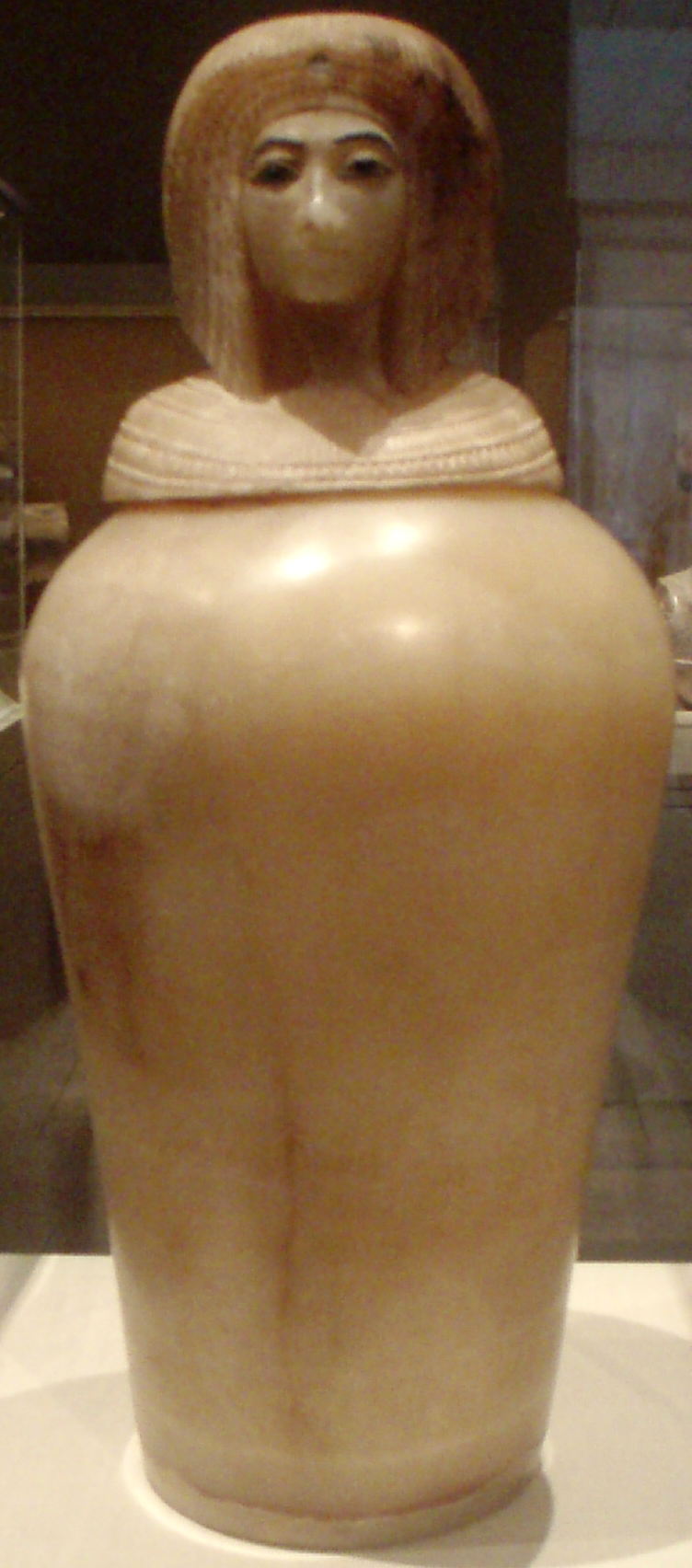
Vase canope au nom de Kiya - Metropolitan Museum of Art - New York
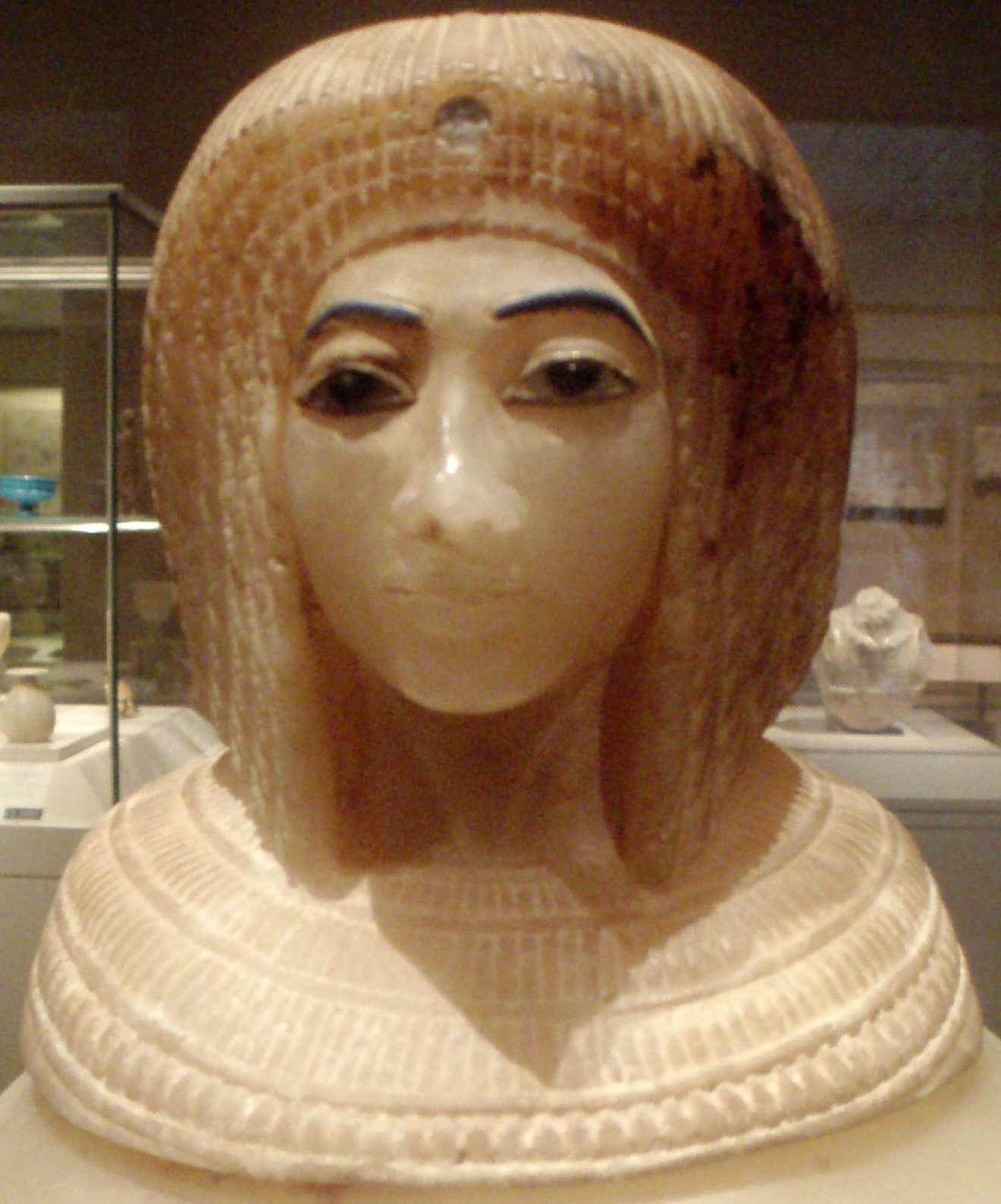
Bouchon d'un vase au portrait de Kiya - Metropolitan Museum of Art - New York
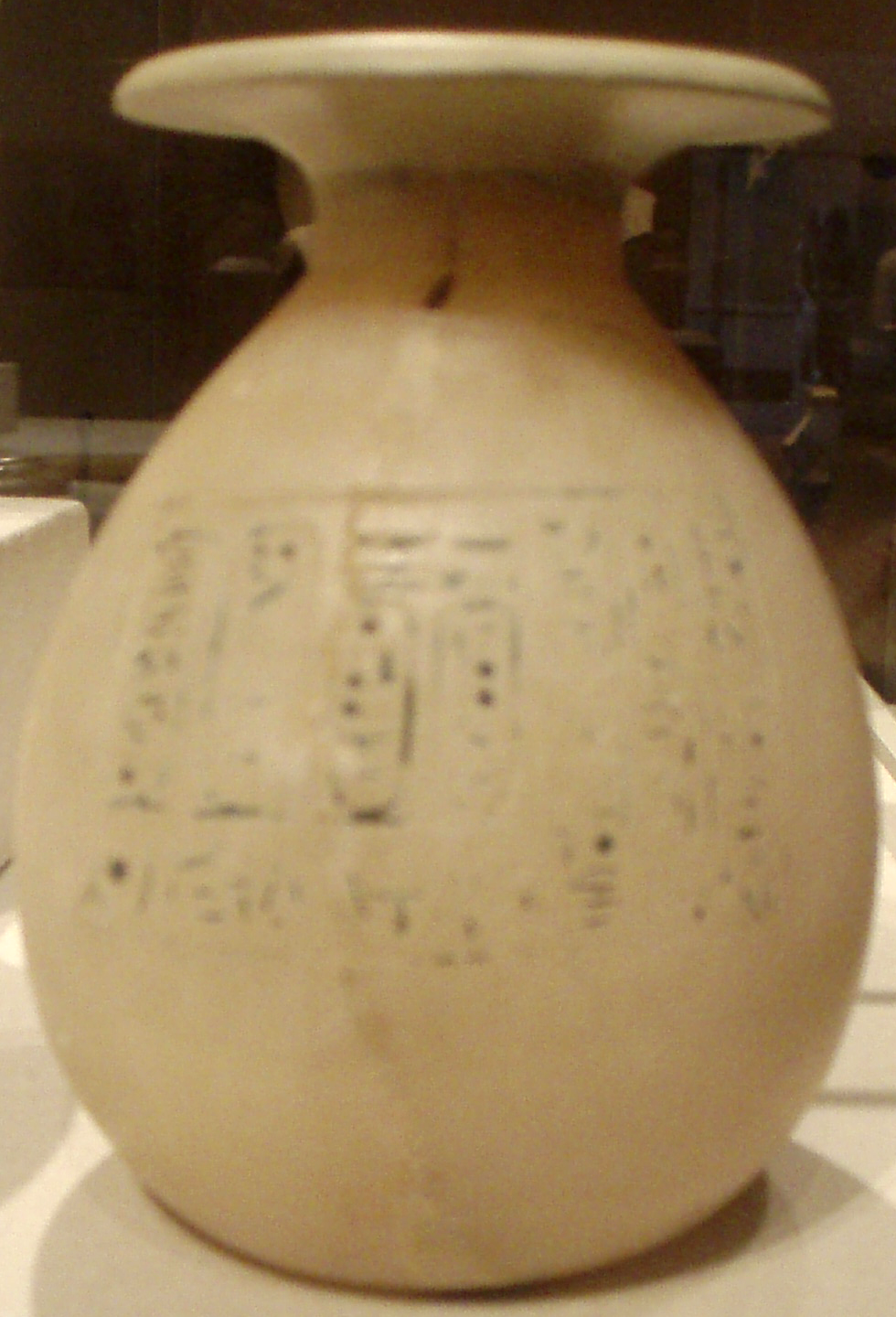
Vase portant les cartouches de Kiya - Metropolitan Museum of Art - New York